# Monti Ugam
I monti Ugam (in uzbeco Угом тизмаси?, Ugom tizmasi; in kazako Өгем?; in russo Угамский хребет?) sono una catena montuosa dell'estremità occidentale del Tien Shan.
La catena montuosa si estende su un fronte di 100 km in direzione nord-est/sud-ovest lungo il confine tra Uzbekistan (regione di Tashkent) e Kazakistan (regione di Turkistan) e costituisce il prolungamento sud-occidentale del Talas Alatau. Raggiunge un'altezza massima di 4238 m ed è compresa tra le valli attraversate dai fiumi Pskem (a est) e Ugam (a ovest). È costituita principalmente da rocce sedimentarie, tra cui il calcare, con intrusioni granitoidi; ampiamente diffuse sono anche le formazioni carsiche. I fianchi delle montagne sono ricoperti da una vegetazione di tipo efimeroide subtropicale, tipica del semideserto e della steppa. Nelle vallate sottostanti crescono foreste di latifoglie, mentre ad alta quota si trovano steppe prative e praterie alpine.